# Štípa
Štípa (moravsky Ščípa) je místní část města Zlína, původně vesnice, ležící 7 kilometrů severovýchodně od Zlína ve směru na Fryšták s odbočkou na Kostelec. Na západě sousedí k. ú. Štípa s k. ú. Kostelec, na jihu s k. ú. Zlín, na východě s k. ú. Hvozdná a Velíková a na severu s k. ú. Lukov. Štípa je tvořena starší Hrubou Štípou (s Horním a Dolním koncem a Výpustou).
Štípa je pohorská vesnice, která leží v severovýchodní části Vizovických vrchů.

## Název
Na vesnici bylo přeneseno (mužské) osobní jméno Ščípa (utvořené od slovesa ščípati – "štípat"). Jde o jeden ze vzácných případů pojmenování osady jménem osoby bez jakéhokoli odvození a úpravy (z Moravy lze jmenovat ještě Šach, Myslík, Moravec, a Šišmu).

## Přírodní poměry
Štípou protéká Štípský potok, který je levostranným přítokem Fryštáckého potoka, jenž se vlévá do řeky Dřevnice. Zhruba čtvrtinová část území je zalesněná a prochází jím mimo jiné Cyrilometodějská stezka, Via Czechia - centrální. V katastru se také nachází zejména 2 vodní plochy, z nichž jedné se lokálně říká Štěpánka.
Severní částí katastrálního území protéká také Lukovský potok.
Nadmořská výška se pohybuje v rozmezí 240–360 m. Nejvyšším pojmenovaným bodem území je vrchol Úlehle ve výšce 352,5 m n. m.

## Doprava
Štípou prochází silnice:
- II/491- Fryšták - Slušovice - Lípa
- III/4911- Kostelec - Lešná
- III/4912- Štípa - Velíková
- III/ 49015 - Kostelec - Lešná - Lukov[3]

Tato místní část je také v obslužnosti městské hromadné dopravy DSZO.
Nachází se zde také neveřejné Letiště Zlín Štípa (LKSTIP) na uměle upravené plošině bývalé zemědělské práškařské plochy 0,5 km jižně od silnice Štípa - Velíková.

## Obyvatelstvo
| Rok            | 1869 | 1880 | 1890 | 1900 | 1910  | 1921  | 1930  | 1950  | 1961  | 1970  | 1980  | 1991  | 2001  | 2011  | 2021  |
| -------------- | ---- | ---- | ---- | ---- | ----- | ----- | ----- | ----- | ----- | ----- | ----- | ----- | ----- | ----- | ----- |
| Počet obyvatel | 805  | 869  | 986  | 967  | 1 051 | 1 075 | 1 111 | 1 196 | 1 322 | 1 401 | 1 530 | 1 523 | 1 685 | 1 810 | 1 798 |
| Počet domů     | 119  | 133  | 141  | 145  | 171   | 170   | 209   | 265   | -     | 328   | 386   | 444   | 500   | 568   | -     |

## Historie
Vesnice Štípa se poprvé připomíná k roku 1391 jako součást panství s hradem Lukov. Zbožná tradice řadí milostnou sošku Panny Marie do trojice nejstarších mariánských soch na Moravě, další jsou uctívány v Tuřanech a v Žarošicích. Podle zbožné tradice, zaznamenané například v České kronice Pavla Skály ze Zhoře nebo Bohuslavem Balbínem zde byla v raném středověku nalezena zázračná (tj. milost poskytující, tedy milostná) soška Panny Marie, umístěná v kapličce, postupně přestavované do současné podoby hřbitovní kaple ve Štípě. Legenda nález spojovala s hájem, ve kterém ji nálezce z podle svého příjmení Štípský pojmenovat Panna Marie Štípská. Nadační písemné zprávy se ke kapli a chrámu vztahují již v letech 1389, 1394, k monstranci s její figurkou roku 1464 a k farnímu kostelu roku 1516.

## Pamětihodnosti

### Poutní kostel

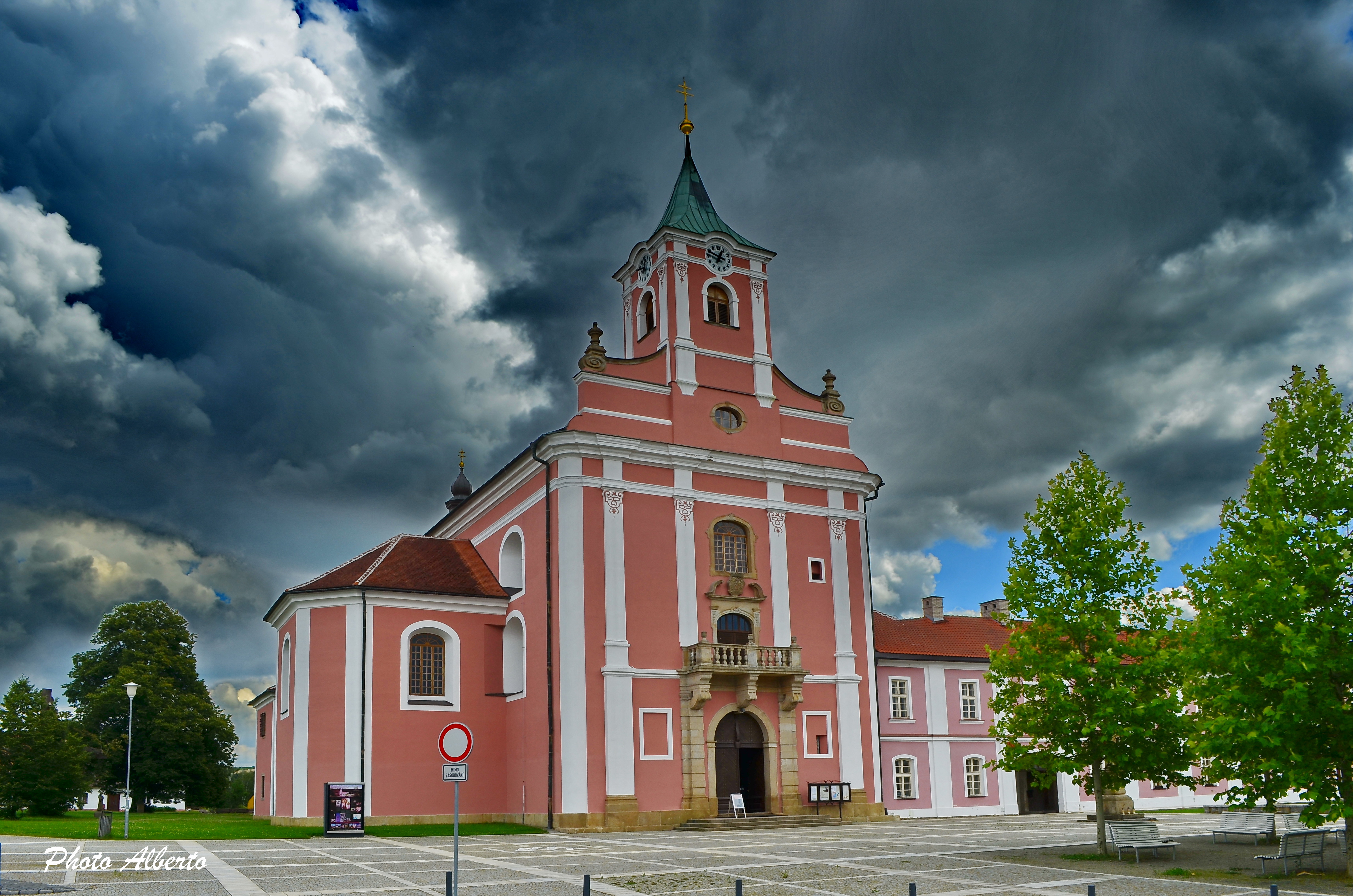
Mariánský poutní kostel

Poutní chrám Narození Panny Marie s bývalým kartuziánským klášterem na Mariánském náměstí, u hranic Kostelce, je mariánským poutním místem. Římskokatolická farnost Štípa je začleněna do Děkanátu Vizovice, který náleží do Arcidiecéze olomoucké.

### Klášter
Budovu kostela s klášterem kartuziánů dal roku 1620 postavit při kostele Albrecht z Valdštejna na památku své zemřelé manželky Lukrécie Nekešové z Landeka, majitelky lukovského panství, která byla ctitelkou milostné sošky. Zakládací listina kláštera byla na Lukové vydána 1. května 1617. Valdštejn vyjednal povolání komunity kartuziánů z Dolan u Olomouce. Po Valdštejnově smrti byla stavba přerušena a pustla, protože mniši byli již roku 1620 uvězněni s Janem Sarkanderem v Olomouci a už se do Štípy nevrátili. Až po 127 letech byla stavba kostela dokončena a roku 1765 vysvěcena klášter přestavěn na faru. V letech 1970–1995 sloužila budova Charitnímu domovu vedenému sestrami sv. Kříže a od roku 1996 dosud sestrám Kongregace řádu karmelitánek s názvem Institut naší Paní z Karmelu.

### Větrný mlýn

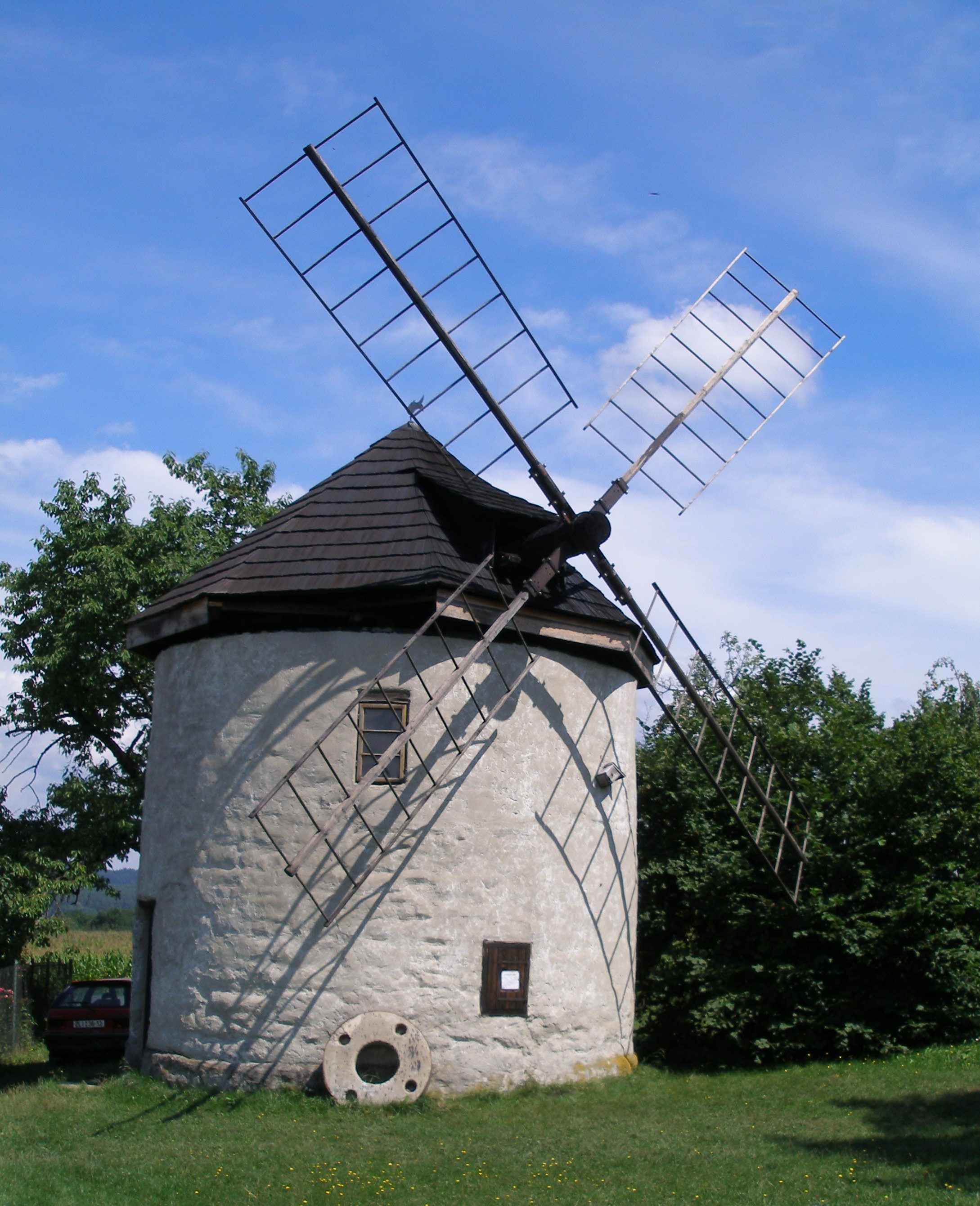
Větrný mlýn u Štípy

U obce se nachází větrný mlýn vybudovaný v letech 1858 až 1860 místním starousedlíkem Kristiánem Kovářem, který mlýn zhotovil sám jen za pomoci svého syna Josefa. Mlýn mlel pro občany sousedních obcí a ještě během druhé světové války byl plně v provozu. V 21. století je chráněn jako kulturní a technická památka.
V roce 2017 se objevily snahy pracovníků místního krajského úřadu, zajistit prohlášení stavby za národní kulturní památku.

## Kultura, vzdělávání, sportovní vyžití, volný čas, spolky a organizace, místní zvyky
- 14. základní škola ve Štípě (odkaz na internetové stránky)
- mateřská škola
- turistický oddíl - TJ Sokol - oddíl turistiky
- pobočka Knihovny Františka Bartoše (odkaz na internetové stránky)
- TJ Sokol (cvičení)
- FK Štípa (fotbalové hřiště) - pořádání turnajů, zábav, dětského dne, aj.  i ve spolupráci s ostatními občanskými sdruženími
- Český červený kříž - pořádání zábav, přednášek
- Český svaz včelařů - pořádání výstav, prodej medu, aj.
- Český svaz žen - pořádání zájezdů, výstav ručních prací, vzdělávacích akcí
- Sarkandr - sdružuje katolickou mládež
- Český svaz zahrádkářů - pořádá výstavy
- Český myslivecký svaz - myslivecká společnost Ostřice
- Klub seniorů - pořádání zájezdů, přednášek, rekreací
- Sbor dobrovolných hasičů (pořádání cvičení, soutěží, sběru železného šrotu)
- Centrum pro rodinu Vizovice o.s., pobočka Štípa (kurz efektivního rodičovství, přednášky o manželství a rodičovství pro rodiče, manžele i děti také na školách)
- dětský koutek u ZŠ
- dva dětské koutky (na Staré cestě)
- každoročně 1. týden v září se pořádá tradiční mariánská pouť (odkaz na internetové stránky)[3]
- pobočka ZUŠ Morava (odkaz na internetové stránky)